# Dajaca chani
Dajaca chani är en insektsart som beskrevs av Francis Seow-Choen 1998. Dajaca chani ingår i släktet Dajaca och familjen Aschiphasmatidae. Inga underarter finns listade i Catalogue of Life.